# Бањакавало
Бањакавало (итал. Bagnacavallo) је насеље у Италији у округу Равена, региону Емилија-Ромања.
Према процени из 2011. у насељу је живело 8550 становника. Насеље се налази на надморској висини од 10 м.

## Становништво
Према резултатима пописа становништва 2011. у општини је живело 16.715 становника.
| 1931.  | 1936.  | 1951.  | 1961.  | 1971.  | 1981.  | 1991.  | 2001.  | 2011.  |
| ------ | ------ | ------ | ------ | ------ | ------ | ------ | ------ | ------ |
| 16.532 | 16.596 | 16.753 | 17.441 | 17.642 | 17.550 | 16.584 | 16.122 | 16.715 |

## Партнерски градови
- Стшижов